# Bernhard Walke
Bernhard H. Walke (ur. 28 czerwca 1940 w Nysie) – pionier dostępu do Internetu mobilnego. Emerytowany profesor na RWTH Aachen w Niemczech.
Jest konstruktorem technologii bezprzewodowych i mobilnych od 2G do 5G . W 1985 roku zaproponował lokalną sieć bezprzewodową do cyfrowej transmisji głosu i danych z częstotliwością 60 GHz.